# Wieczornik

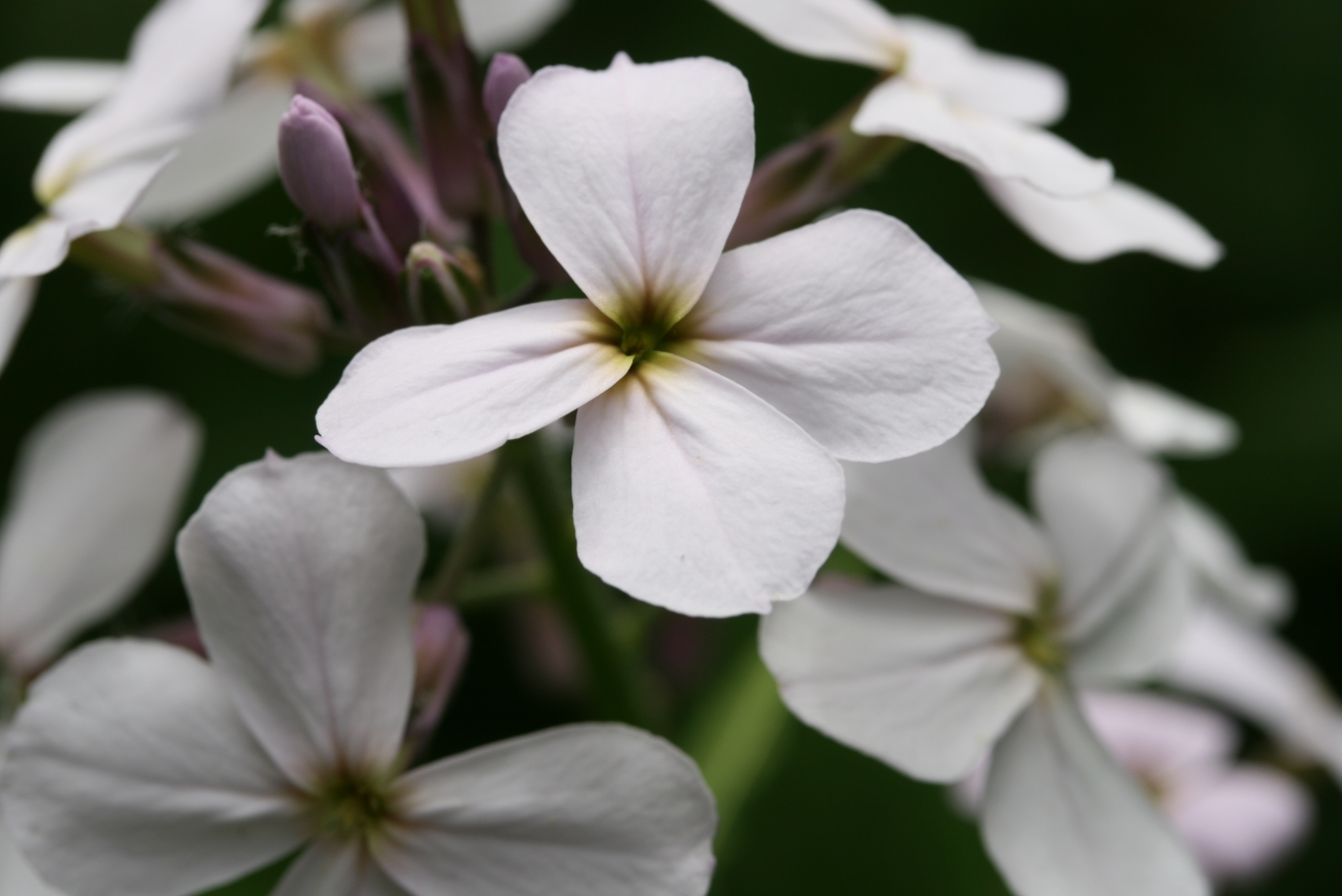
Kwiaty wieczornika damskiego

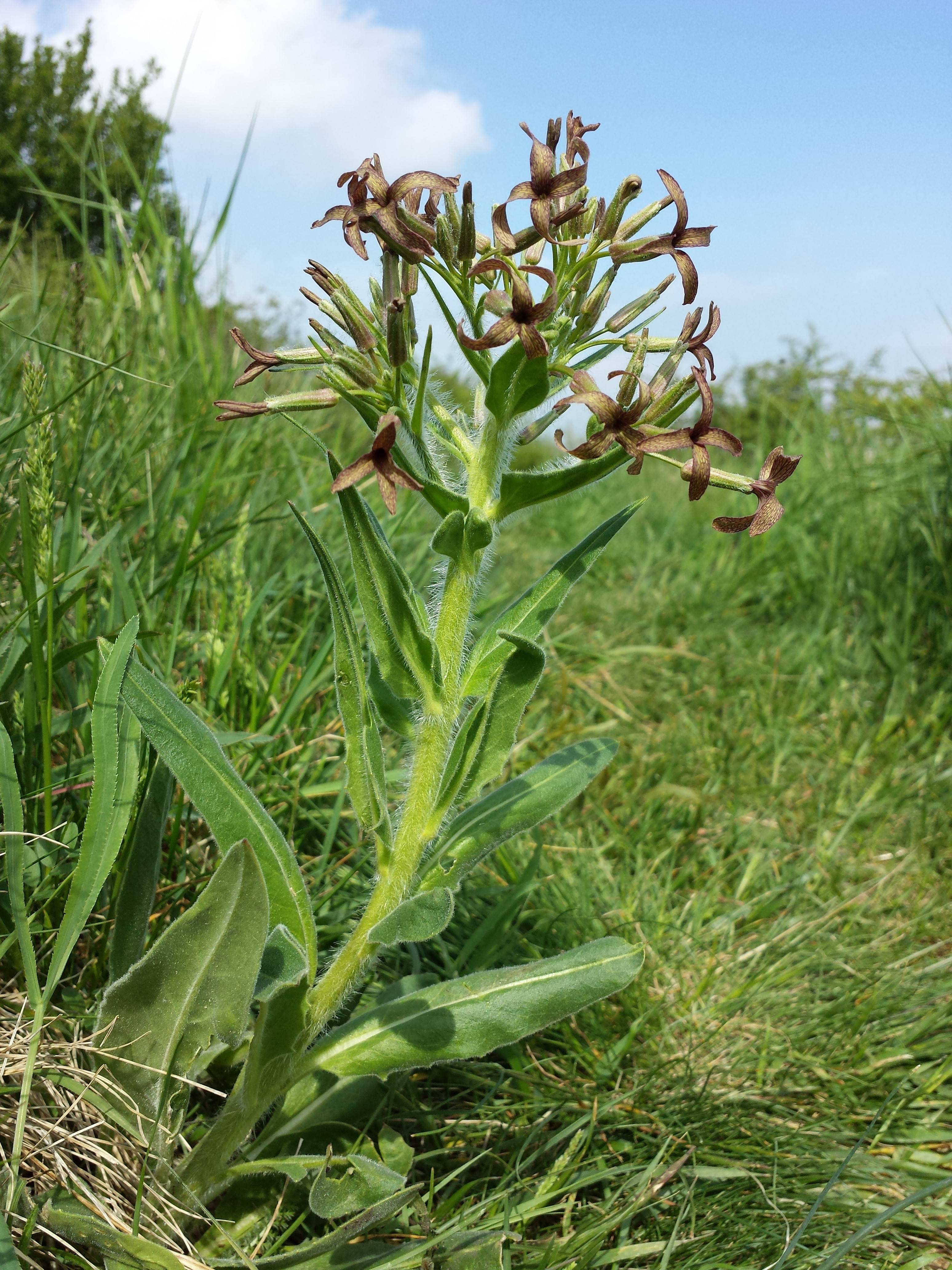
Wieczornik żałobny

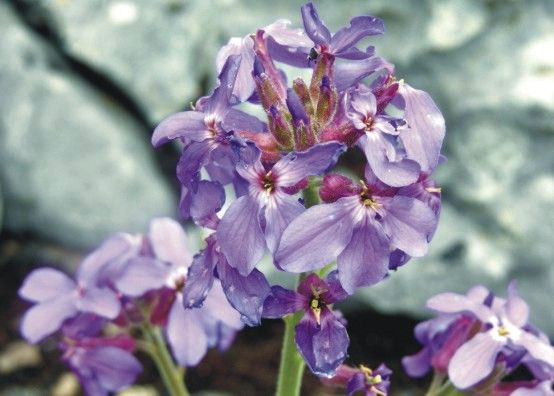
Hesperis theophrasti

Wieczornik (Hesperis L.) – rodzaj roślin należący do rodziny kapustowatych. Należy do niego ok. 25–50 gatunków roślin pochodzących z basenu Morza Śródziemnego oraz terenów Azji o umiarkowanym klimacie. Rośliny te rosną w lasach, na terenach skalistych, także na siedliskach ruderalnych. Wieczornik damski jest popularną rośliną ozdobną sadzoną w ogrodach.

## Rozmieszczenie geograficzne
Rodzaj najbardziej zróżnicowany w południowo-wschodniej Europie (tu rośnie 14 gatunków), w centralnej i południowo-zachodniej Azji, obecny także w północnej Afryce. Jeden gatunek (wieczornik damski Hesperis matronalis) jest rośliną inwazyjną rozprzestrzenioną w Ameryce Północnej, w Argentynie i Chile w Ameryce Południowej i Azji wschodniej.
W Polsce rosną dwa gatunki rodzime i dwa obce, przejściowo dziczejące.
Gatunki flory Polski
Pierwsza nazwa naukowa według listy krajowej, druga – obowiązująca według bazy taksonomicznej Plants of the World online (jeśli jest inna)
- wieczornik damski Hesperis matronalis L.
- wieczornik śnieżny Hesperis nivea Baumg. ≡ Hesperis matronalis subsp. nivea (Baumg.) E.P.Perrier
- wieczornik leśny Hesperis sylvestris Crantz – efemerofit
- wieczornik żałobny Hesperis tristis L. – efemerofit

## Morfologia
PokrójRośliny dwuletnie i byliny osiągające do 0,9 m wysokości. U różnych gatunków pędy w różnym stopniu owłosione. U gatunków owłosionych włoski rozwidlone, często zmieszane z jednokomórkowymi gruczołkami. Pęd prosto wzniesione, zwykle nierozgałęziony, rzadziej rozgałęziający się.
LiścieŁodygowe i odziomkowe podobne do siebie, ogonkowe, zwykle zwężone u nasady. Blaszka całobrzega lub ząbkowana, czasem pierzasto wcinana.
KwiatyZebrane w groniasty, wydłużający się podczas owocowania kwiatostan. Działki kielicha cztery, wewnętrzna para woreczkowato rozszerzona. Płatki korony także cztery, białe, różowe lub w odcieniach czerwieni, żółte lub pomarańczowe. Płatki w górnej części zaokrąglone, w dolnej wyciągnięte w paznokieć, znacznie dłuższe od działek kielicha. Pręcików 6, z czego dwa dłuższe. Pylniki podługowate do równowąskich, na szczycie tępe. U nasady pręcików dwa miodniki. Słupek krótki, ze znamieniem stożkowatym, rozwidlonym.
OwoceSilnie wydłużone, wielonasienne łuszczyny czterokanciaste lub zaokrąglone na przekroju.

## Biologia
Rośliny obcopylne, zapylane przez owady, zwłaszcza motyle.

## Systematyka
Pozycja systematyczna
Rodzaj z rodziny kapustowatych (Brassicaceae), rzędu kapustowców (Brassicales). W obrębie rodziny należy do plemienia Hesperideae.
Wykaz gatunków
- Hesperis anatolica A.Duran
- Hesperis armena Boiss.
- Hesperis balansae E.Fourn.
- Hesperis bicuspidata (Willd.) Poir.
- Hesperis blakelockii F.Dvořák
- Hesperis boissieriana Bornm.
- Hesperis borbasii F.Dvořák
- Hesperis bottae E.Fourn.
- Hesperis breviscapa Boiss.
- Hesperis buschiana Tzvelev
- Hesperis cilicica (Siehe ex Bornm.) A.Duran
- Hesperis ciscaucasica F.Dvořák & V.I.Dorof.
- Hesperis dinarica Beck
- Hesperis dvorakii D.A.German
- Hesperis hamzaoglui A.Duran
- Hesperis hedgei P.H.Davis & Kit Tan
- Hesperis hirsutissima (N.Busch) Tzvelev
- Hesperis hyrcana Bornm. & Gauba
- Hesperis inodora L.
- Hesperis isatidea (Boiss.) D.A.German & Al-Shehbaz
- Hesperis kitiana P.H.Davis
- Hesperis kotschyi Boiss.
- Hesperis kuerschneri Parolly & Kit Tan
- Hesperis kurdica F.Dvořák & Hadač
- Hesperis laciniata All.
- Hesperis luristanica F.Dvořák
- Hesperis matronalis L. – wieczornik damski
- Hesperis microcalyx E.Fourn.
- Hesperis multicaulis Boiss.
- Hesperis nivalis Boiss. & Hausskn.
- Hesperis novakii F.Dvořák
- Hesperis odorata F.Dvořák
- Hesperis ozcelikii A.Duran
- Hesperis pendula DC.
- Hesperis persica Boiss.
- Hesperis pisidica Hub.-Mor.
- Hesperis podocarpa Boiss.
- Hesperis sibirica L.
- Hesperis slovaca (F.Dvořák) F.Dvořák
- Hesperis steveniana DC.
- Hesperis straussii Bornm.
- Hesperis sylvestris Crantz – wieczornik leśny
- Hesperis syriaca (DC.) F.Dvořák
- Hesperis theophrasti Borbás
- Hesperis thyrsoidea Boiss.
- Hesperis tosyaensis A.Duran
- Hesperis tristis L. – wieczornik żałobny
- Hesperis turkmendaghensis A.Duran & Ocak

## Zastosowanie
Niektóre gatunki są uprawiane jako rośliny ozdobne.